# Colegio San Miguel del Rosario
El Colegio San Miguel del Rosario es un colegio católico mixto, fundado en 1892, ubicado en Barranquilla, Colombia, de origen privado y manejado por las Hermanas Dominicas de La Presentación de la Santísima Virgen de Tours.
Imparte enseñanza en los siguientes niveles:
- Educación preescolar
- Educación primaria 1.º a 5.º
- Educación secundaria 6.º a 9.º
- Educación media académica 10.º y 11.º

## Reseña histórica
El colegio San Miguel del Rosario, segundo en Barranquilla, nació como iniciativa del sacerdote católico Carlos Valiente. A los ruegos del padre Valiente, la Mère Marie Saint Victor (francesa) facilitó el envío del personal de hermanas para la dirección y enseñanza en el establecimiento. 

### Cronograma
El 22 de marzo de 1892, las Hermanas Dominicas de La Presentación de la Santísima Virgen de Tours toman posesión de la obra educativa.
En 1895 dieron comienzo a la enseñanza con cincuenta alumnas.
En 1949 se construye el antiguo edificio que da impulso al plantel que ve multiplicar el número de alumnas. En este mismo año se aprueban los estudios de primero a quinto de básica primaria y de primero a cuarto de básica secundaria.
El 22 de marzo de 1967 la comunidad educativa celebra las Bodas de Diamante de la institución.
El 22 de marzo de 1992 el colegio cumplió sus cien años de existencia al servicio de la niñez y de la juventud.
1994Año Internacional de la Familia. Para la comunidad de la Presentación Año de Gracia ya que su fundadora Marie Poussepin fue beatificada en Roma por su santidad el Papa Juan Pablo II el 20 de noviembre de 1994. 
1996 La comunidad de las Hermanas Dominicas de La Presentación de la Santísima Virgen de Tours conmemoran los 300 años de su fundación.
A partir de esta fecha se viene trabajando con la metodología por procesos que facilita o guía la interacción del estudiante con el objeto de la enseñanza.
2001 la Secretaría de Educación Distrital concede nueva licencia de funcionamiento con la resolución 001817 del 18 de septiembre de 2001.

## Propuesta pedagógica
Se fundamenta en una pedagogía personalizante desde la cual se afirma la capacidad que tiene la persona de ofrecer sus propios valores y de optar otros con la convicción de que el camino más explícto para logralo es la educación basada en los principios pedagógicos de Marie Poussepin. Desarrollando conocimientos, habilidades, aptitudes y valores mediante los cuales la persona pueda fundamentar su desarrollo en forma integral y permanente.

## Distintivos de la institución
- Modelo Virgen María.
- Fundadora Marie Poussepin.
- Bandera Dos franjas anchas, una blanca representando la paz y otra azul representando la armonía y sencillez de la alumna presentación.
- Escudo Un círculo azul enmarcado en una decena del rosario con una abeja dorada en el centro
- Lema Piedad, sencillez y trabajo.
- Himno de la presentación.

Letra: Hermana Margarita De La Encarnación.
Música: Antonio Fortich.

## Acreditación
El Ministerio de Educación Nacional reconoce los modelos que se aplican en los colegios privados, si demuestran que:
- El modelo tiene aplicación internacional
- Integra los conceptos de administración y aseguramiento de calidad
- Posee mecanismos para asegurar la independencia de la evaluación
- Incluye una autoevaluación con exigencias al menos iguales a las requeridas en la autoevaluación para clasificarse en el régimen de Libertad Regulada
- Tiene aplicación específica al sector educativo
- Se encuentra documentado

A la fecha se reconoce la certificación con la familia de normas NTC-ISO9000 orientadas por la Guía Técnica Colombiana GTC-200, la cual fue dada a la institución por el Instituto Colombiano de Normas Técnicas y Certificación el 30 de noviembre de 2005 por el diseño y prestación del servicio de educación formal en los niveles de preescolar, básica y media.